# 瓦莱里奥·阿里
瓦莱里奥·阿里（義大利語：Valerio Arri，1892年6月22日—1970年7月2日），意大利男子田径运动员，主攻长跑。他曾代表意大利参加1920年夏季奥林匹克运动会田径比赛，获得男子马拉松铜牌。